# George Anton von Schimonsky
George Anton von Schimonsky (geboren um 1700; gestorben am 21. Februar 1754) war ein preußischer Landrat.

## Leben
George Anton von Schimonsky saß auf Kalkau und war Angehöriger des schlesischen Adelsgeschlechts Schimonsky. Seit mindestens 1744 (wahrscheinlich aber bereits seit 1742) amtierte er als erster Landrat im Landkreis Neisse. Wegen seines „attachments“ für den preußischen Dienst fand er Wertschätzung bei Friedrich II. Noch im Januar 1754 bat er neben seinem Salär von 300 Talern um eine Pension von 200 Talern. Ihm wurde beschieden, dass er sich bis zum folgenden Trinitatis gedulden möge, was er allerdings nicht mehr erlebte, da er am 21. Februar 1754 verstarb. Nachfolger als Landrat im Landkreis Neisse wurde Johann Wenzel von Studnitz und Jeroltschütz, der bereits von 1745 bis 1752 Landrat im Kreis Grottkau war.

## Ergänzendes
„Noch an 1719 florierte George Anton von Schimonsky auf Borkendorf im Landkreis Neisse, als Bischöflicher Breslauischer Land-Commissarius“.